# Imogen King
Imogen Hare Duke King (* 1996 in Manchester) ist eine britische Schauspielerin.

## Leben und Karriere
King wurde im Jahr 1996 in Manchester geboren. Sie schloss 2017 ihr Studium an der Goldsmiths, University of London mit einem Bachelor of Arts in Soziologie ab. Ihr Debüt gab sie 2014 in einer Folge in  Doctors. Anschließend war sie 2015 in dem Film The Messenger zu sehen. 2018 trat sie in der Serie Clique auf.
Außerdem wurde King 2019 für den Film A Private War gecastet. Von 2019 bis 2021 setzte sie ihre Karriere in The Bay fort. 2022 bekam sie in der Serie Hotel Portofino eine Hauptrolle. Unter anderem spielte sie in der Serie Suspect mit.

## Filmografie
Filme
- 2015: The Messenger
- 2016: The Watchman
- 2017: Die dunkelste Stunde (Darkest Hour)
- 2018: A Private War

Serien
- 2014: Doctors
- 2015: Casualty
- 2016: Moving On
- 2018: Clique
- 2019–2021: The Bay
- 2022: Hotel Portofino
- 2022: Suspect
- 2024: Love Rat

## Theater
- 2013: I'm Spilling My Heart Out Here
- 2018: The Newspaper Boy